# Herbolzheim
Herbolzheim est une ville du sud-ouest du Bade-Wurtemberg, à environ 30 km au nord de Fribourg-en-Brisgau.

## Géographie et généralités
Herbolzheim se trouve dans le Brisgau, à l'orée ouest de la Forêt-Noire, entre les cantons de Fribourg et d'Offenbourg. Le Rhin y passe très près et crée d'ailleurs des marais.
Plusieurs petits villages appartiennent à la juridiction de la ville : Bleichheim, Broggingen, Tutschfelden et Wagenstadt. La ville est située à 30 minutes de la frontière française.

## Histoire
Herbolzheim appartint très tôt à l'Empire des Habsbourg. Puis en 1490, elle passe sous la juridiction de l'Empire austro-hongrois. Enfin, elle devint ville d'Allemagne à sa création.

### Héraldique
Le blason de la ville se découpe en trois parties : sur la moitié droite, l'aigle allemand noir sur fond or, sur la moitié gauche en haut, les couleurs autrichiennes et en bas l'aile blanche sur fond bleu du canton.

## Monuments et lieux
- Le Rathaus (la mairie) en pierre d'ocre rouge et jaune
- L'église baroque typique de la région
- La place du marché encadrée de vieux bâtiments

## Jumelages
La ville de Herbolzheim est jumelée avec :
- Sisteron (France) depuis 1975
- Oliva (Espagne)
- Kremnica (Slovaquie)
- Morawica (Pologne)